# Лавров, Пётр Алексеевич
Пётр Алексе́евич Лавро́в (6 [18] сентября 1856, Ярославль — 24 ноября 1929, Ленинград) — русский и советский филолог-славист, лингвист, профессор Новороссийского (с 1898), Петербургского (с 1900) и Пермского (с 1916) университетов; член-корреспондент Петербургской АН (с 1902), академик АН СССР (с 1923).

## Биография
Родился 6 (18) сентября 1856 года в семье священника, профессора богословия в Ярославском Демидовском юридическом лицее. Окончил с серебряной медалью Ярославскую гимназию (1875). Затем учился на историко-филологическом факультете Московского университета (1875—1879), где позже преподавал славяноведение. Окончил университет в 1879 году, написав кандидатскую работу «Историко-литературный разбор Косовских былин». Оставлен при университете для приготовления к профессорскому званию по кафедре славянской филологии.
В 1884 году командирован в славянские страны. Неоднократно посещал балканские страны, работая в архивах и библиотеках. В 1900 году участвовал в экспедиции академика Н. П. Кондакова в Македонию. Вместе с другими авторами закончил создание болгаро-русского словаря, работу над которым начал его учитель А. Л. Дювернуа. Автор нескольких грамматик сербского и болгарского языков. Некоторое время состоял секретарём Славянского Комитета Московского Археологического Общества.
Магистерская диссертация — «Пётр II Петрович Негош, владыка Черногорский и его литературная деятельность» (М., 1887), докторская — «Обзор звуковых и формальных особенностей болгарского языка» (М., 1893). В последнем труде Лавров обогатил историю болгарского языка обильным материалом, извлечённым из рукописей, и установил новые точки соприкосновения между болгарскими наречиями (современными и старыми), и языком древнейших старославянских памятников.
Профессор Новороссийского (с 1898), Петербургского (с 1900) и Пермского (с 1916, историко-филологический ф-т) университетов.
Автор свыше 200 работ в области славянского языкознания и литературоведения, древнеславянской письменности, истории, палеогафии, а также истории славяноведения.
Умер 24 ноября 1929 года в Ленинграде; похоронен на Смоленском православном кладбище.

## Основные труды
- Жизнь и учёная деятельность П. И. Шафарика. — М., 1897.
- Апокрифические тексты. — СПб., 1899.
- Дамаскин Студит и сборники его имени («Дамаскины») в юго-славянской письменности. — Одесса, 1899.
- К вопросу о Синодике царя Борила. — Одесса, 1899.
- Аннексия Боснии и Герцеговины и отношение к ней славянства. — СПб., 1909.
- Балканский союз и переживаемый им кризис. — Петрозаводск, 1914.
- Палеографическое обозрение кирилловского письма. — Петроград, 1915.
- Культурно-национальное единство сербов и хорватов. — Петроград, 1917.
- Кирило та Методій в давньо-слов’янському письменствi (Розвідка). — Київ, 1928.
- Материалы по истории возникновения древнейшей славянской письменности' — Л., 1930 (посмертное изд.).